# 2-碘苯甲酸
2-碘苯甲酸（又称邻碘苯甲酸）是一种有机化合物，化学式为IC6H4COOH。通过邻氨基苯甲酸的重氮化合成2-碘苯甲酸这一实验通常在大学实验室里进行。它最常见的用途是制备IBX和Dess-Martin高碘烷，它们都是弱氧化剂。

## 合成
2-碘苯甲酸可以用桑德迈尔反应合成，包括邻氨基苯甲酸的重氮化和重氮置换。首先用亚硝酸处理邻氨基苯甲酸，将氨基转化为重氮基。重氮基团被排出，产生碳正离子，然后被高度亲核的碘阴离子攻击。反应中的亚硝酸通常由亚硝酸钠原位生成。